# Tudela (Misamis Occidental)
Tudela, es un municipio filipino de cuarta categoría, situado al norte de la isla de Mindanao. Forma parte de la provincia de Misamis Occidental situada en la Región Administrativa de Mindanao del Norte en cebuano Amihanang Mindanaw, también denominada Región X. 
Para las elecciones está encuadrado en el Segundo Distrito Electoral.

## Barrios
El municipio de Tudela se divide, a los efectos administrativos, en 33 barangayes o barrios, conforme a la siguiente relación:
| - Balon - Barra - Basirang - Bongabong - Buenavista1 - Cabol-anonan - Cahayag - Camating | - Canibungan Proper - Casilak San Agustín - Centro Hulpa (Pob.) - Centro Napu (Pob.) - Centro Upper (Pob.) - Colambutan Bajo - Calambutan Settlement - Duanguican | - Gala - Gumbil - Locso-on - Maikay - Maribojoc - Mitugas - Nailon - Namut | - Napurog - Pan-ay Diot - San Nicolas - Sebac - Silongon - Sinuza - Taguima - Tigdok - Yahong |  |

## Historia

### Influencia española
La provincia de Misamis, creada en 1818, formaba parte de la Capitanía General de Filipinas (1520-1898). Estaba dividida en cuatro partidos.
El Partido de Misamis comprendía los fuertes de Misamis y de Iligán además de Luculán e Initao.

### Independencia
El  8 de febrero de  1982 fue creado el municipio de Don Mariano Marcos pasando a formar parte del mismo los barrios de Tuno, Lalud y Lampasan. El ayuntamiento se sitúa en el barrio de Tuno.